# St. Johannes Evangelist (Astheim)

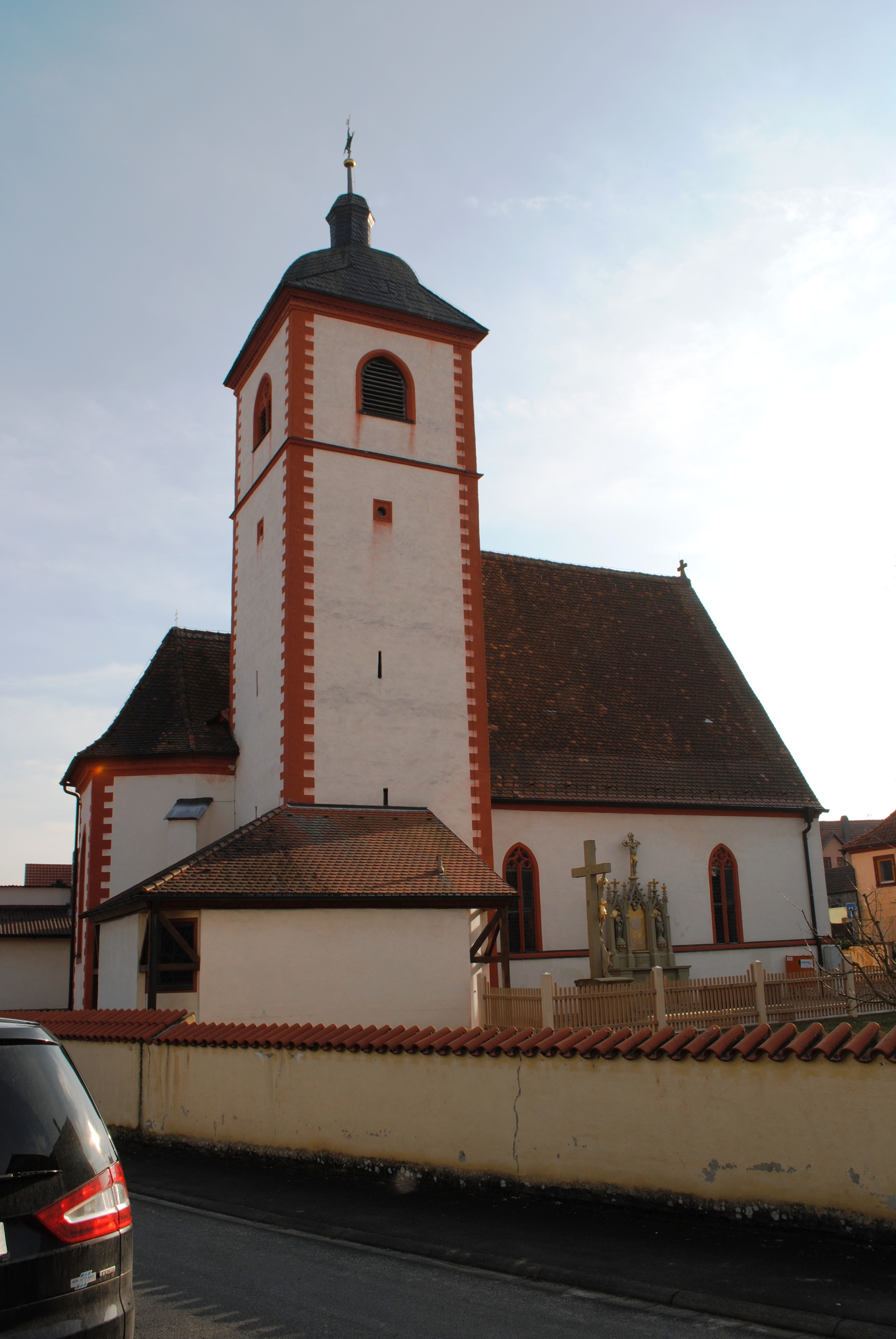
St. Johannes in Astheim

Die römisch-katholische Pfarrkirche St. Johannes Evangelist in Astheim, einem Ortsteil von Volkach, ist neben der Kartause Marienbrück ein Wahrzeichen des unterfränkischen Winzerdorfs an der Mainschleife.

## Geschichte
Die früheste Überlieferung kirchlichen Lebens in Astheim stammt aus der Zeit der fränkischen Kolonisation, aus dem 7. Jahrhundert. Damals wurde die Gemeinde von der Kirche auf dem Vogelsberg mitbetreut. Im 9. Jahrhundert wechselte die Pfarrkirche. Astheim wurde Teil der Urpfarrei Volkach auf dem Kirchberg. Der Ort war der einzige Filialort auf der westlichen Mainseite. Ein Kirchengebäude wird im Dorf erstmals unter der Herrschaft der Grafen von Castell fassbar. Die Filialkapelle war bereits dem heiligen Johannes geweiht.
Im Jahr 1158 wurde die Kapelle dem Würzburger Domkapitel inkorporiert. Mit dem Übergang der Dorfherrschaft auf die Familie von Seinsheim/Schwarzenberg baute auch die Kirchengemeinde ihre Unabhängigkeit von Volkach weiter aus. Mit dem Jahr 1408 bildete Astheim eine eigene Pfarrei, ein Recht, welches der Würzburger Fürstbischof Johann von Egloffstein am 7. Februar 1410 bestätigte. Die Herren von Seinsheim sollten das Patronatsrecht über den Pfarrer ausüben. Als ersten Geistlichen ernannten sie Friedrich Wüsting, der bis ins Jahr 1443 in Astheim Dienst tat.
Im Jahr 1440 übernahm der Prior der neugegründeten Kartause das Patronatsrecht. 1449 wurde eine neue, größere Kirche errichtet. Das Jahr 1496 brachte für Astheim die Gründung einer Sebastianibruderschaft. Kurze Zeit später, zu Beginn des Jahres 1509, begann man mit dem Neubau der Pfarrkirche. Sie wurde am 1. Juli 1509 vom Würzburger Weihbischof Kaspar Grünwald geweiht. Patron ist der heilige Evangelist Johannes. Dies schlug sich auch in der Ausstattung der Kirche nieder. Im Jahr 1531 erhielt das Gotteshaus eine neue Glocke.
Astheim blieb während der Reformation weitgehend katholisch. Dennoch wütete auch hier der Dreißigjährige Krieg. Während in der Kartause evangelischer Gottesdienst gefeiert wurde, blieb die Pfarrkirche katholisches Gotteshaus. Nach dem Krieg plante man im 18. Jahrhundert eine umfassende Erneuerung des Kirchengebäudes. 1775 veränderte man das Langhaus der Kirche, auch die Ausstattung im Inneren wurde teilweise verändert.
Das folgende Jahrhundert brachten vor allem Renovierungen für die Kirche. 1824, 1844/1845 und 1884 wurde sie erneuert. 1986/1987 folgte der Anbau der Sakristei. Im Jahr 1990 war die bisher letzte Renovierung der Kirche, als Ambo und Volksaltar aufgestellt wurden. Am 27. Mai 1990 wurde das Gotteshaus von Weihbischof Helmut Bauer geweiht. Heute ist die Kirche Pfarrei und Teil der Pfarreiengemeinschaft St. Urban an der Mainschleife. Das Bayerische Landesamt für Denkmalpflege führt das Kirchengebäude als Baudenkmal mit der Nummer D-6-75-174-163. Die untertägigen Reste der Vorgängerbebauung sind als Bodendenkmal registriert.

## Architektur

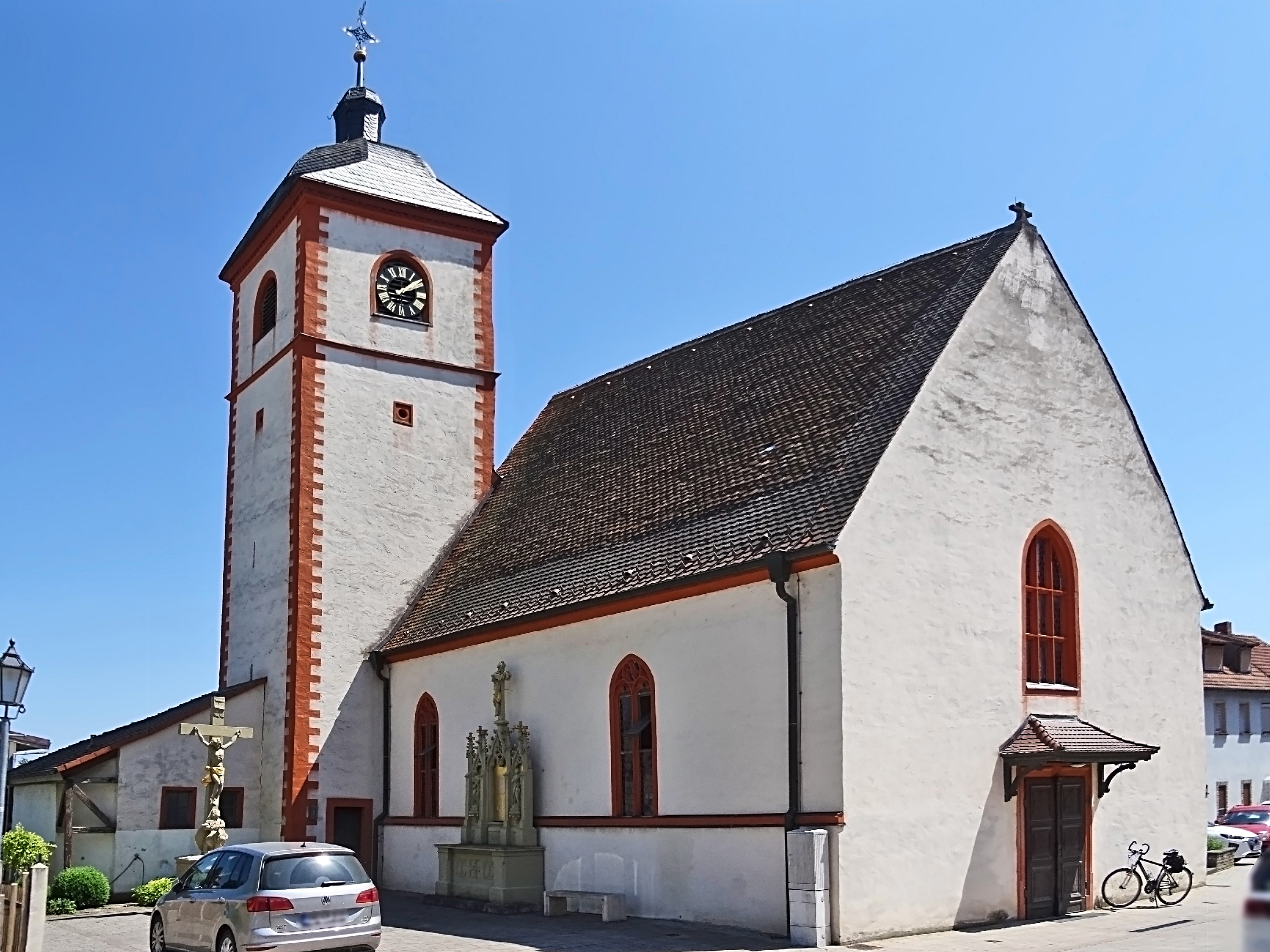
Die Kirche von Nordwesten

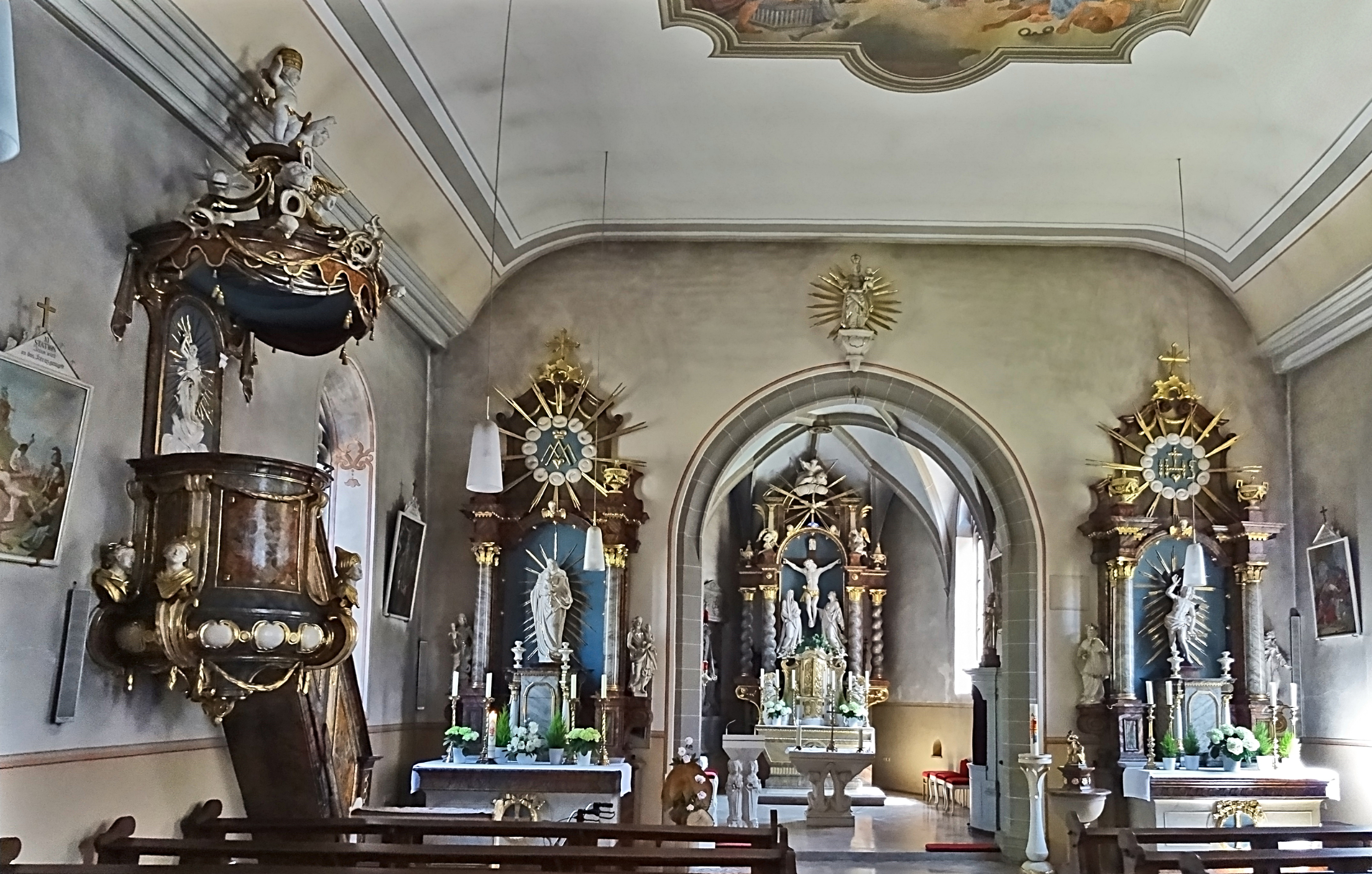
Innenansicht

Die Anlage wurde im Jahr 1509 gebaut und ist in ihrem Erscheinungsbild der Spätgotik zuzurechnen. Die Kirche ist geostet und wurde als Saalbau errichtet.

### Turm
Der Turm nördlich des Kirchenschiffs ist an den Chor angebaut. Die Sakristei befindet sich nördlich des Turmes. Die fünf Geschosse des Kirchturms sind außen an den Fenstern zu erkennen, das oberste Geschoss ist durch ein Gesims hervorgehoben. Das unterste Geschoss hat quadratische Fenster mit geohrten Rahmungen, im Westen befindet sich ein Zugang. Die beiden Geschosse darüber haben Schlitzfenster, das vierte Geschoss weist Ochsenaugen auf. Im obersten Turmgeschoss befindet sich die Glockenstube, außen durch die Schallluken erkennbar mit vier Rundbogenfenstern, eines auf jeder Seite. Das östliche Fenster ist mit reichem Maßwerk ausgestattet. In das westliche ist eine Uhr eingesetzt. Eine Flachkuppel mit blinder Laterne, einer Turmkugel und einem kunstvoll verzierten Kreuz als Windrichtungsgeber schließt den Turm nach oben ab.

### Langhaus und Chor
Das Langhaus ist im Norden durch zwei Fensterachsen gegliedert. Beide Fenster sind rundbogig und haben schlichtes Maßwerk. Auf dem zentralen Portal der Kirchenfassade im Westen sitzt ein Baldachin. Darüber erhebt sich ein langgezogenes Rundbogenfenster. Der Giebel des Satteldachs auf dem Langhaus trägt ein Steinkreuz. Im Süden ist das Kirchengebäude nur durch eine Fensterachse gegliedert. Daneben gibt es dort ein rechteckiges Fenster mit einer aufgemalten Sonnenuhr darüber. Das Innere trägt ein flaches Tonnengewölbe.
Der Chor mit einem Pultdach ist im Osten an das Langhaus angebaut. Es geht in ein Walmdach über, auf dem ein Patriarchenkreuz steht. Der Chor weist nur ein Fenster in der Mitte des fünfeckigen Baus auf. Es ist, rundbogig mit gotischem Maßwerk. Zwei Strebepfeiler gliedern den Chor nach außen. Innen überspannt ihn ein Netzgewölbe.

## Ausstattung

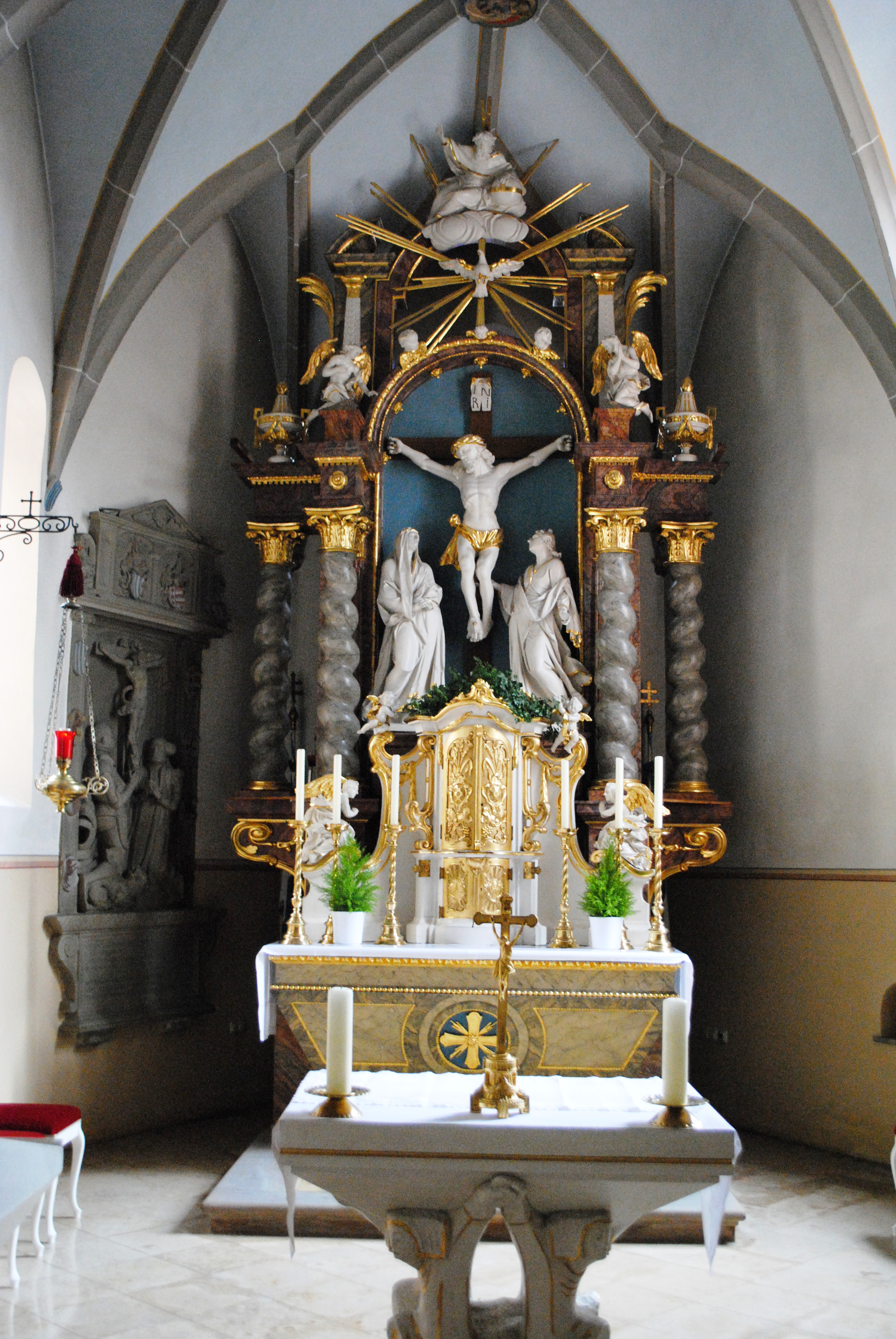
Der Hochaltar der Kirche

Die Innenausstattung der Astheimer Kirche ist von der Umformung im 18. Jahrhundert geprägt. Daneben weisen die Epitaphe der Familie Schwarzenberg auf die Rolle als Grablege der Familie hin.

### Hochaltar
Der Hochaltar füllt die Ostwand des Chores aus. Er wurde um die Mitte des 18. Jahrhunderts geschaffen und mit der Anbringung der beiden Assistenzfiguren der Kreuzigungsgruppe fertiggestellt. Johann Peter Wagner schuf sie im Jahr 1789. Im Jahr 1788, hatte er bereits den Tabernakel des Altars geschaffen. Der Altaraufbau ist viersäulig. Wie bereits sein Vorgänger des Jahres 1509 ist er dem Heiligen Kreuz geweiht.
Die Säulen des Aufbaus sind gewirrlt (gedreht). Die inneren sind weiter nach vorne versetzt, sodass eine räumliche Wirkung entsteht. Die inneren tragen zwei Engel, die äußeren zwei Vasen. Das Zentrum des Altars ist die Kreuzigungsgruppe statt eines Altarbildes. Die Assistenzfiguren Maria und Johannes trauern um den Gekreuzigten. Ein runder Bogen, auf dem drei Putten sitzen, leitet zum Auszug über. Dort erkennt man die Taube des Heiligen Geistes, darüber Gottvater. Ein gesprengter Giebel umrahmt beide Figuren.
Der Tabernakel von 1789 ist in Weiß und Gold gehalten. Darauf stehen sechs gedrehte Kerzenständer als liturgische Geräte. Ausladende Voluten mit Engelsfiguren begrenzen ihn. Das Allerheiligste ist verschlossen, die Türen sind mit goldenem Blattwerk verziert. Zwei Putten begrenzen den Tabernakel nach oben.

### Seitenaltäre
Die beiden Seitenaltäre links und rechts des Chorbogens wurden wie der Hochaltar in der Mitte des 18. Jahrhunderts geschaffen. Beide ähneln sich in ihrem Aufbau, sind zweisäulig und haben statt eines Altarblattes Relieffiguren vor blauem Hintergrund, die auf einem hohen Sockel stehen und in Weiß und Gold gehalten sind. Auf ausladenden Gesimsen oberhalb der Säulen befinden sich jeweils zwei Vasen. Ein rundbogiger Abschluss leitet zum Altarauszug über, der jeweils von einem Kreuz bekrönt wird.
Der linke Altar ist der heiligen Mutter Maria geweiht, deren Figur im Strahlenkranz erscheint. Sie hält das Kind in ihrem Schoß. Außerhalb des Säulenumbaus umgeben sie links Anna selbdritt und rechts der heilige Josef mit dem Kind. Am Auszug erscheinen die Initialen Marias. Der rechte Altar wird von einer Figur des heiligen Sebastian dominiert. Links von ihm steht Johannes Nepomuk, auf der rechten Seite der heilige Bruno. Im Auszug sind die Initialen Jesu angebracht.

### Epitaphe
Zwei Epitaphe von Vertretern der Familie Schwarzenberg, die dort bestattet wurden, befinden sich auf der linken Seite des Chores. Das Denkmal für Jörg Friedrich zu Schwarzenberg, der im Jahr 1543 starb, wurde von Peter Dell dem Älteren geschaffen. Der Verstorbene ist mit dem vollständigen Plattenharnisch bekleidet und kniet betend auf dem Rücken eines Löwen gegenüber dem Kruzifix. Die Ecken des Steins sind mit vier Wappen versehen, links oben ist das der Schwarzenberg zu erkennen. Der halbrunde Abschluss des Steins trägt die Inschrift „HODIE· MIHI· CRAS· TIBI“ (heute mir, morgen dir).
Der andere Stein, weiter hinten im Chor, ist ihm ähnlich. Er zeigt das Ehepaar Friedrich Moritz zu Schwarzenberg († 20. Juli 1565) und Dorothea von Schwarzenberg geborene Heßberg. Geschaffen wurde das Werk laut Inschrift von Thomas Kistner aus Würzburg. Beide Eheleute beten zum Kruzifix in der Mitte des Steins. Den Mittelpunkt des kunstvollen, von einem Giebel bekrönten Aufbaus bilden die Wappen der beiden.

### Glocken
Das Geläut besteht aus drei Glocken. Zwei von ihnen stammen aus dem 16. Jahrhundert. Die dritte wurde im 18. Jahrhundert gegossen und im Jahr 1751 vom Würzburger Fürstbischof Karl Philipp von Greiffenclau zu Vollrads gestiftet.
| Grundton | Gussjahr | Durchmesser in Zentimeter | Gewicht in Kilogramm | Inschrift                                                                                      |
| -------- | -------- | ------------------------- | -------------------- | ---------------------------------------------------------------------------------------------- |
| as       | 1531     | 104                       | 690                  | „tibi soli deo gloria et honor anno domini m ccccc xxxi“                                       |
| b        | 1518     | 88                        | 410                  | „s. dionisivs; ave maria gracia plena dominvs tecvm anno domini“                               |
| d        | 1751     | 73                        | 240                  | „ANNO 1751; AVE MARIA GRATIA PLENA DOMINVS TECVM; CAR PHIL D G EPISC HERB S R I PRINC F O DVX“ |

### Weitere Ausstattung

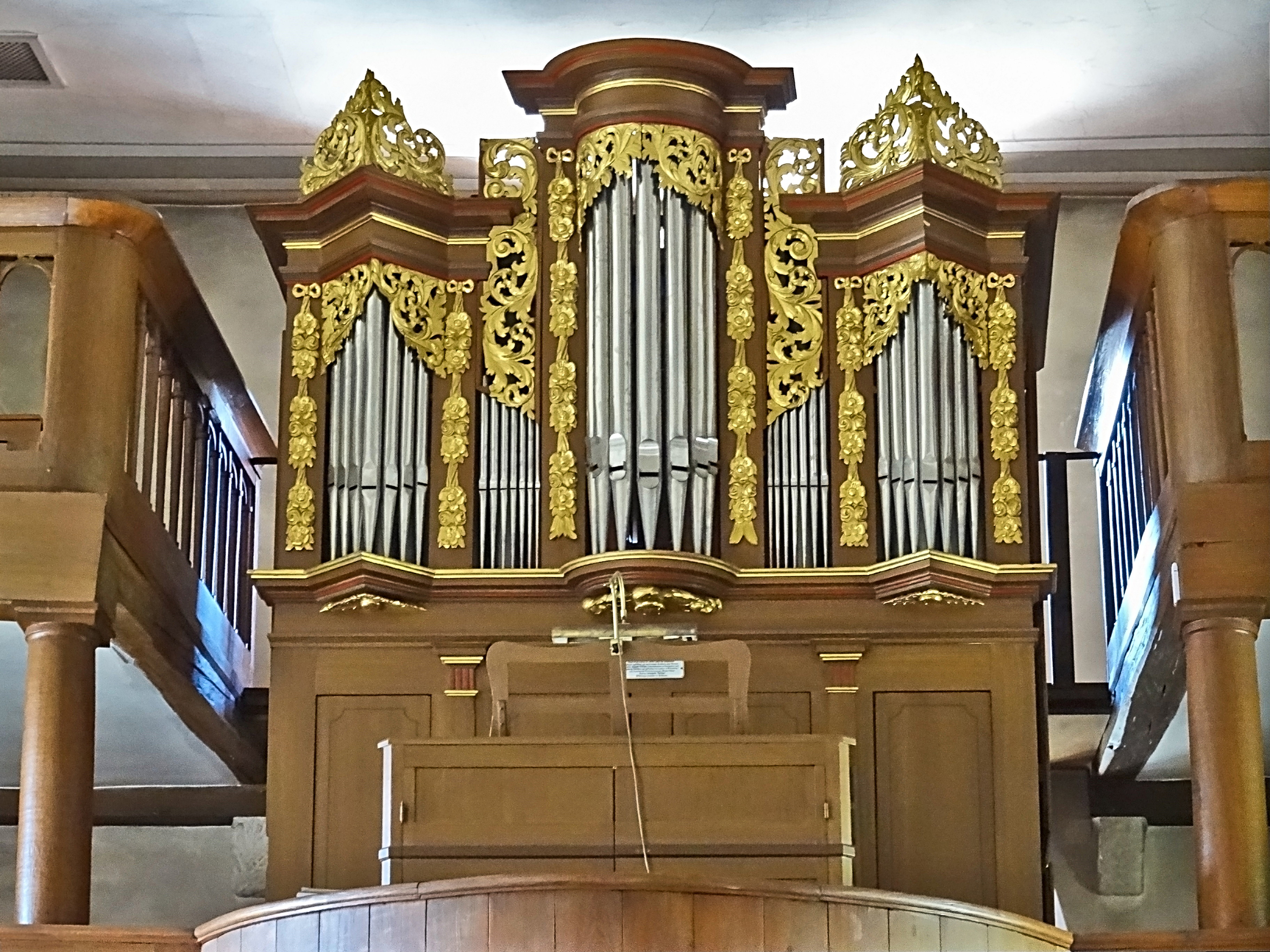
Die Orgel

Im Jahr 1780 erhielt die Kirche eine Kanzel von Simon Wagner mit der Darstellung der Erdteile auf dem Korpus als Büsten. Putten mit den Attributen des Papsttums bekrönen den kunstvollen Schalldeckel, ein Relief des auferstandenen Christus verbindet beide Teile. Die reichen Verzierungen weisen auf den barocken Inszenierungsgedanken hin.
Der Taufstein mit einer Holzfigurengruppe der Taufe Jesu auf dem Deckel befindet sich vor dem Chor. Ein Beichtstuhl steht im Chor. Die Kirchenorgel unterbricht zentral die doppelstöckige, schlichte Empore. Zwei Heiligenfiguren befinden sich im Gotteshaus. Es handelt sich um eine Pietà und die Darstellung des heiligen Urban. Ambo und Volksaltar im Chor kamen 1990 in die Kirche. Das Kirchengestühl rundet die Ausstattung der Astheimer Kirche ab.

## Außen
Im Norden des Langhauses wurde außen ein Altar aus der Johanniskapelle der Kartause, ein klassizistisches Werk aus dem 19. Jahrhundert, angebracht. Auf Konsolen steht links des Altarblattes die heilige Maria und rechts Johannes der Täufer, darüber der Gekreuzigte. Das Altarblatt besteht aus einer Metallplatte mit Gravuren. Fialen schließen den Altar nach oben ab.
Ein schlichtes Kruzifix aus Sandstein stammt aus dem 18. Jahrhundert und entspricht dem Dreinageltypus. Eine Inschrift im Sockel lautet: „Gelobt sei Jesus Christus“. Darüber steht unterhalb des Kreuzes die trauernde Maria. Jesus am Kreuz wendet sich nach links. Südlich der Kirche befindet sich das Denkmal für die Gefallenen der Weltkriege.

## Pfarrer (Auswahl)

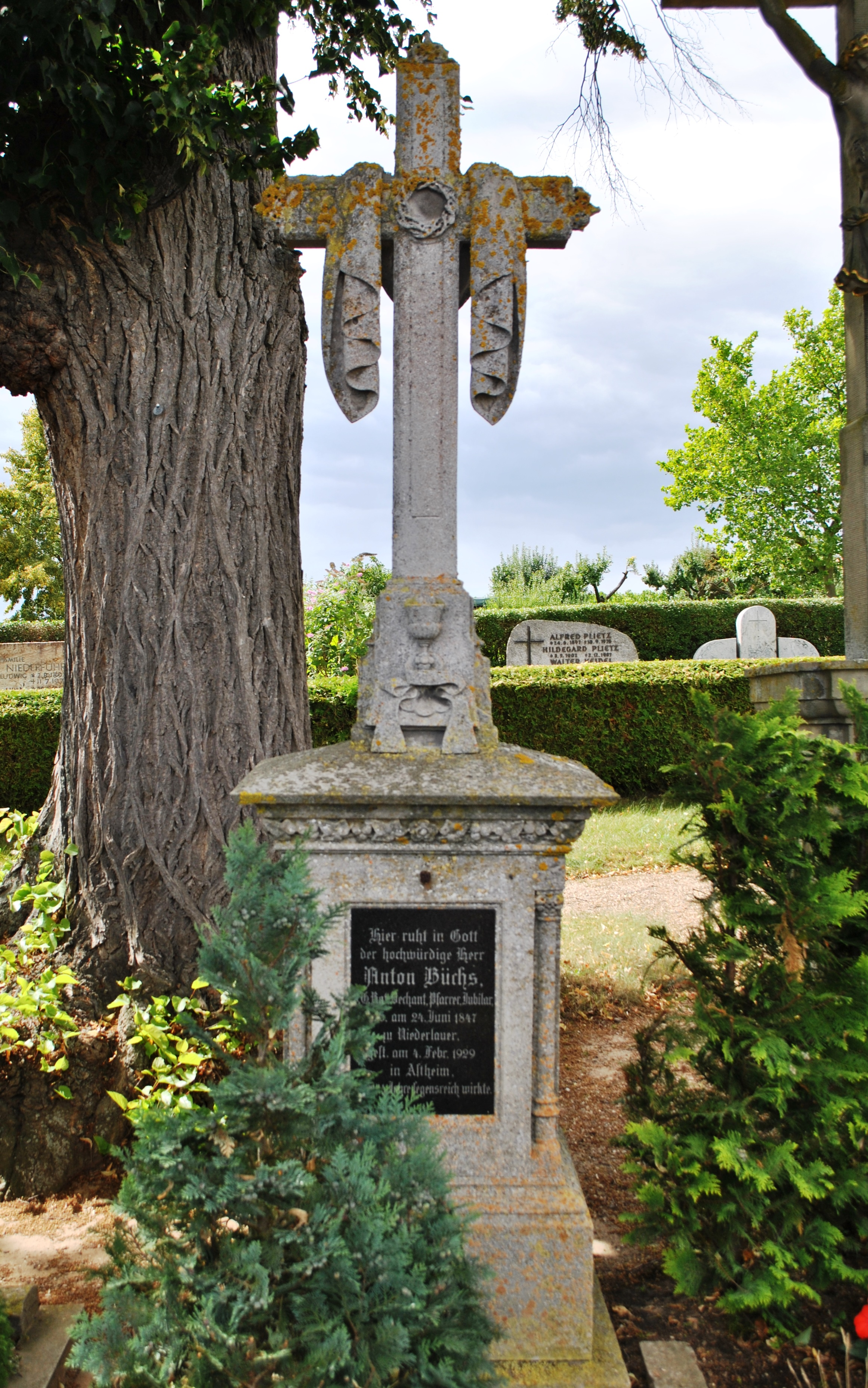
Das Grab des Pfarrers Anton Büchs im Astheimer Friedhof

Viele der Pfarrer von Astheim sind seit der Erhebung zur Pfarrei 1440 namentlich bekannt. Seit der Mitte des 15. Jahrhunderts übernahmen einzelne Mönche der Kartäuser die Seelsorge. Diese Tätigkeit endete am Anfang des 17. Jahrhunderts. Im 19. und 20. Jahrhundert waren in der Gemeinde mehrere Pfarrer tätig, die wegen ihres Wirkens im Ort oder anderswo mit der Ehrenbürgerwürde ausgezeichnet wurden. Bis zum Jahr 2001 gab es in Astheim insgesamt 47 Seelsorger:
| Name                  | Amtszeit  | Anmerkungen |
| --------------------- | --------- | --- |
| Friedrich Wüsting     | 1440–1443 | erster Pfarrer von Astheim; † 12. August 1443 |
| unbekannt             | 1449–1605 | Seelsorge durch Patres des Kartäuserklosters in Astheim                                                                                                 |
| Martin Conrad         | gen. 1784 | |
| Johann Georg Kantz    | 1788–1796 | * in Eltingshausen, zuvor Kaplan in Eßleben, Resignation 1796                                                                                           |
| Kaspar Meisner        | 1796–1799 | |
| Anton Büchs           | 1882–1926 | * 24. Juni 1847 in Niederlauer, Dechant, Geistlicher Rat, Ehrenbürger 1910, Ruhestand 1926; † 4. Februar 1929 in Astheim                                |
| Isidor Schöller       | 1926–1929 | Kaplan, Pfarrverweser |
| Karl Dotterweich      | 1929–1951 | * 5. Juni 1875 in Hof, Ehrenbürger 1918; † 7. Juni 1951 in Astheim                                                                                      |
| Simon Himmel          | 1951      | * 1. Oktober 1898 in Sulzdorf, Geistlicher Rat, Pfarrverweser, gleichzeitig Pfarrer von Volkach, Ehrenbürger 1958 in Volkach; † 7. Mai 1979 in Würzburg |
| Isidor Schöller       | 1951–1958 | |
| Burkhard Weißenberger | 1958–1962 | Geistlicher Rat |
| Hermann Dümig         | 1962–1974 | |
| Georg Wehner          | 1974–1976 | * 24. März 1912, Pfarrverweser, gleichzeitig Pfarrer von Fahr, Ehrenbürger 1976 in Fahr; † 21. Januar 1993 in Fahr                                      |
| Werner Drenkrad       | 1976–1978 | Pfarrverweser, gleichzeitig Pfarrer von Escherndorf |
| Viktor Hofmann        | 1978–1990 | Geistlicher Rat, Monsignore |
| Alfons Junker         | 1990–2001 | * 1934 in Wiesentheid, 1969–1976 in Niederwerrn, 1976–1990 Marktsteft, gleichzeitig Pfarrer von Escherndorf und ab 1993 Pfarrer von Fahr                |